# Villa Lignola
Villa Lignola è una delle ville monumentali del Miglio d'oro.
Si trova a San Giorgio a Cremano in via Gennaro Aspreno Galante.
La villa fu costruita probabilmente nel 1742 da Pietro Lignola, nobile di Lettere e presidente eletto del Sacro Regio Consiglio.
L'edificio presenta la struttura a due cortili tipica delle ville nobiliari in cui si svolgevano anche le attività rurali ma a differenza delle altre ville “produttive” che si trovano perlopiù nella parte alta di San Giorgio  a Cremano, villa Lignola è ingentilita dalle rifiniture.
Il lungo prospetto, lievemente movimentato da paraste, è semplice nei decori rococò che tuttora sopravvivono attorno ad alcuni dei balconi della facciata principale.
Il prospetto si presenta lievemente aggettante in corrispondenza del balcone centrale del piano nobile che è inquadrato tra due lesene collegate alla cornice terminale dell'edificio.
I portali sono sormontati da cornici a bugnato in una delle quali si conserva tuttora una rosta lignea decorata.
I due ingressi che conducono ai due differenti cortili, quello di rappresentanza e quello rustico, sono posti all'estremità della zona basamentale e racchiudono il corpo principale dell'edificio.
Attraverso l'ingresso di sinistra si accede al cortile principale.
Qui è collocata una monumentale scala aperta che è stata considerata da molti critici d'arte, tra i quali il Venditti, una delle più pittoresche del barocco napoletano per “lo scenografico gioco di volte rampanti in curva concava poggiate verso l'interno su pilastri continui per tutta l'altezza”.